# Argentina i olympiska sommarspelen 1960
Argentina deltog med 92 deltagare vid de olympiska sommarspelen 1960 i Rom. Totalt vann de en silvermedalj och en bronsmedalj.

## Medaljer

### Silver
- Héctor Calegaris, Jorge del Río Salas och Jorge Salas Chávez - Segling.

### Brons
- Abel Laudonio - Boxning, lättvikt.